# Gelopellis tholiformis
Gelopellis tholiformis är en svampart som beskrevs av J.W. Cribb 1997. Gelopellis tholiformis ingår i släktet Gelopellis och familjen Claustulaceae.   Inga underarter finns listade i Catalogue of Life.